# Musée d’art et de culture soufis MTO
Le Musée d’Art et de Culture Soufis MTO,  situé à Chatou, en Île-de-France, ouvert en septembre 2024, est encore appelé MACS MTO, MACS pour musée d’art et de culture soufis et MTO pour l’école du soufisme MTO Shahmaghsoudi qui a porté le projet. C’est le premier musée au monde consacré au soufisme. C’est aussi un lieu situé à Chatou, dans un hôtel particulier du XIXe siècle, avec une vue donnant sur la Seine, entouré d’un jardin, proposant une collection permanente et des expositions temporaires.

## Histoire et missions
Le musée est l'aboutissement d'un projet mené depuis plus de dix ans. L'idée est même bien plus ancienne et remonte aux années 1970. Finalement, ce musée a été inauguré le 28 septembre 2024, porté et financé par une institution internationale d'enseignement du soufisme,  MTO Shahmaghsoudi, qui a acquis le site au début des années 2010, et  qui possède une centaine de centres d'enseignement sur les différents continents dont un centre à Nanterre, à proximité de Chatou. Ce musée se fait appeler également le MACS MTO, sigle signifiant Musée d’Art et de Culture Soufis MTO,,,. Le musée a été entrouvert brièvement avant inauguration dès 2019, alors que la collection permanente était encore en cours de constitution. Mais le bâtiment et le jardin étaient également ouvers en 2023, pour les journées européennes du patrimoine, car ces maisons du XIXe siècle avec vue sur Seine appartiennent au patrimoinde de Chatou.
Le lieu se veut un lieu d'échanges culturels et non un lieu de culte, ni un lieu de prosélytisme ou d'enseignement. « Même à petite échelle, ce musée peut favoriser le dialogue interreligieux en faisant comprendre l’histoire de ce courant de l’islam », déclare à ce propos Éric Delpont, responsable du musée de l’Institut du Monde Arabe, invité à siéger au conseil scientifique de ce musée du soufisme.
Il est abrité dans un hôtel particulier du XIXe siècle,, du Second Empire, situé en bordure de Seine, à proximité de l'Île des Impressionnistes et de la maison Fournaise, et entouré d'un jardin. Cet hôtel particulier a été restauré assez fidèlement, et un pavillon d'entrée a été créé pour abriter les fonctions d'accueil du musée. Le musée a obtenu après cette restauration une double certification LEED Silver, système nord-américain de standardisation sur les qualités environnementales de l'édifice : l'une pour le bâtiment principal et le jardin en catégorie New Construction, et l'autre pour le pavillon d'accueil en catégorie Interior Design.

## Collection permanente

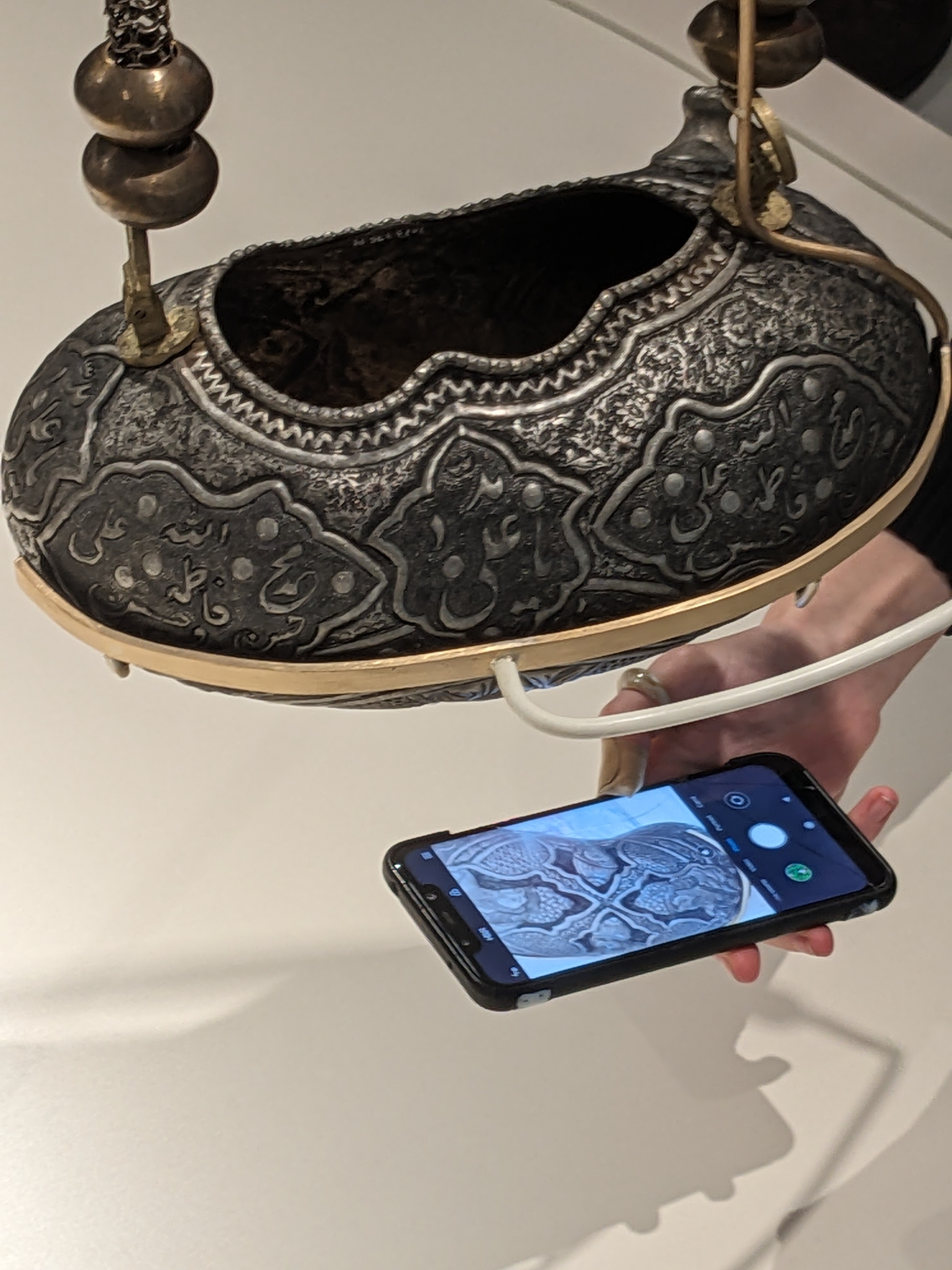
Kaskul (récipent destiné aux aumônes). Le smartphone permet de visualiser le décor de la face inférieure

La collection permanente du musée comprend environ 300 objets et œuvres d'art sur l’histoire et la culture soufis (musique, calligraphie, ...), exposés sur deux ou trois étages (l'exposition de la collection permanente et des expositions temporaires se mêlent en partie), et environ 600 m2.  Les racines du soufisme remontent à l'époque du prophète Mahomet mais la plupart des objets et vidéos exposés sont du XIXe et XXe siècles : kashkul soufis (récipents destinés aux aumônes),  tabarzins, silsila, khirqa, sculptures, tapis, mihrabs, cannes,  etc.. Les kashkul sont des objets représentatifs de la culture soufi : « utilisés autrefois comme sacs, ils sont devenus des objets ornementaux. ». Ces «bols de mendicité» sont désormais considérés comme des objets emblématiques du soufisme.
On peut aussi visualiser dans ce musée un hologramme de Hazrat Shah Maghsoud Sadegh Angha, maître soufi, poète et érudit iranien, mort en 1980, dans sa bibliothèque, s'exprimant sur le soufisme, une réalisation remarquable combinant des éléments réels (telle que la bande-son, un enregistrement de ce maître soufi) et des créations complémentaires. C'est Shah Maghsoud qui a lancé dans les années 1970 l'idée de ce musée.
Le jardin a été réaménagé également en s'inspirant de jardins persans et français dans son tracé et ses plantes, avec, en son centre, une fontaine monumentale, en forme d'une étoile à huit branches, un jardin encore récent mais qui devient progressivement un « dédale de roses et de jasmins ».

## Expositions temporaires
Mais ce musée se veut aussi un lieu de dialogue entre les principes du soufisme, et la culture et l’art d’aujourd’hui. « Nous ne voulions pas construire un musée sur l'histoire du soufisme, sur les aspects sociaux ; nous voulions explorer en profondeur l'art et la culture. L'approche que nous envisagions était un dialogue avec d'autres disciplines, plus particulièrement l'art contemporain », explique Claire Sahar Bay, membre fondatrice et présidente du conseil d'administration du musée. Deux expositions temporaires sont envisagées chaque année, avec des conférences, des ateliers, et la possibilité d'accéder, sur réservation, à un espace de consultation d’ouvrages et de recherche.
L'exposition temporaire inaugurale, intitulée Un ciel intérieur, réunit sept artistes internationaux de la fin du XXe siècle et début du XXIe siècle, le Marocain Younès Rahmoun, la Thaïlandaise Pinaree Sanpitak (en), la Franco-Américaine Seffa Klein, petite-fille d’Yves Klein, le Zimbabwéen Troy Makaza, la Franco-Béninoise Chloé Quenum, la Sud-Africaine Bianca Bondi, et l'Iranienne Monir Shahroudy Farmanfarmaian. Cette exposition inaugurale est présentée sur une période allant de l'ouverture, le 28 septembre 2024, au 6 avril 2025. Elle emprunte son titre, Un ciel intérieur, à Henry Corbin pour évoquer « le cheminement intérieur du soufi »,. L'approche curatoriale du musée associe des éléments traditionnels à des installations artistiques contemporaines. Cela se manifeste par exemple dans  les mosaïques de miroirs de Monir Shahroudy Farmanfarmaian. 
Une deuxième exposition temporaire est prévue à partir du 6 juin 2025, et jusqu'au 4 janvier 2026. Cette exposition, intitulée Corps à cordes : Vibrations et résonances,  propose une exploration de la transmission de la connaissance par le son, la vibration et l’écoute, en mettant en dialogue des œuvres contemporaines de quatorze artistes du monde entier (comme la céramiste japonaise Yoshimi Futamura, l'artiste  taiwanaise Charwei Tsai (en), l'artiste conceptuelle afghane Rada Akbar, ou encore l'artiste australien Brook Andrew (en)) et une sélection d’objets d'art soufi issue de la collection permanente du musée.

## Liens
- Site officiel